# Burovka
Burovka (en rus: Буровка) és un poble de l'óblast de Saràtov, a Rússia, segons el cens del 2010 tenia 43 habitants. Pertany al districte municipal de Volsk.